# Tommy Åström

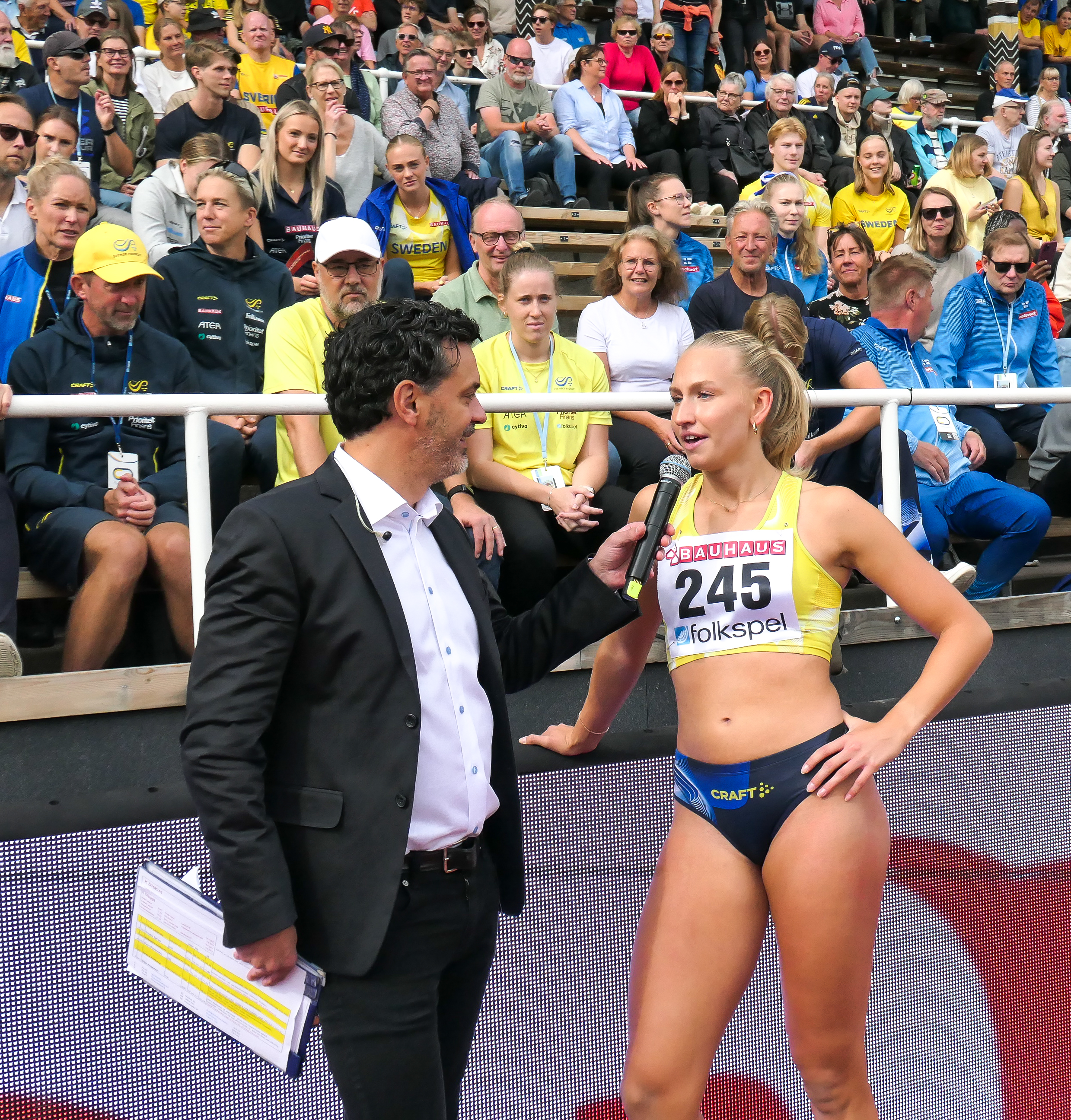
Maja Åskag intervjuas av Tommy Åström i Finnkampen 2023.

Tommy Rune Åström, född 13 maj 1974 i Nacka, är en svensk sportjournalist som för närvarande (2024) jobbar på Warner Bros Discovery Sweden som sportkommentator. Han driver också podcasten Sporthuset tillsammans med Lasse Granqvist och Jens Fjellström 
Åström är sedan 1990-talet en av Sveriges ledande sportkommentatorer och programledare i radio och tv främst inom sporterna ishockey, fotboll och friidrott. Han har direktbevakat tolv olympiska spel i radio och tv. Han vann TV-priset "Kristallen" för bästa sportprogram både 2006 (Liga Europa i Kanal 5) och 2023 (Allsvenskan i Kanal 5) och har vid flera tillfällen varit nominerad i kategorin för bästa sportprogramledare. Åström är också sedan 2007 medlem av Svenska Idrottsakademin. 
Åström utsågs 2009 till Årets Sportjournalist av Svenska Sportjournalistförbundet "För förmågan att kombinera och levandegöra referat och program i såväl radio som TV. Noggrannhet, språkligt och journalistiskt med tittarens och lyssnarens bästa i centrum".
Åström har sedan 2004 varit studioankare och kommentator för tv-sportsändningar i framför allt Kanal 5 och TV 4 (tidigare Canal+ och C More). Han kommenterade avgörande guldmatchen i Allsvenskan både 2009 (IFK Göteborg-AIK) och 2023 (Malmö FF-IF Elfsborg). I Kanal 9 ledde han också sändningen från den avbrutna EM-kvalmatchen Danmark-Sverige i Parken i Köpenhamn 2007. Han ledde också sändningarna från Ishockey-VM 2017 i TV4 när landslaget Tre Kronor blev världsmästare med Henrik Lundqvist som guldhjälte. Åström inledde sin tv-karriär som programledare i Sveriges Television 2003.  
Som friidrottsreporter på Radiosporten bevakade alla stora mästerskap 1997-2016. Tillsammans med expertkommentatorn, före detta stavhopparen, Miro Zalar, gjordes flera klassiska radioreferat som samtliga Carolina Klüfts guld i OS och VM, Usain Bolts alla världsrekordlopp i Peking 2008 och Berlin 2009, Cathy Freemans OS-Guld i Sydney. Åström kommenterade också ishockey på Sveriges Radio, som Tre Kronors OS-Guld i Turin tillsammans med Lasse Granqvist och Lars-Gunnar Jansson.
Referatet av Stefan Holms guld i OS 2004 röstades fram som ett av Radiosportens fem bästa referat genom tiderna i samband med programmet Sportextras 50-årsjubileum. Lasse Granqvist och Lennart Hyland var de övriga två kommentatorerna på listan.